# Čarobna palica
Čarobna palica je domišljijski pripomoček za usmerjanje urokov. Poznamo majhne in velike palice. Z veliko je čaral na primer Gandalf iz knjige oz. filma Hobit, z majhno pa npr. Harry Potter.